# Konståret 1900

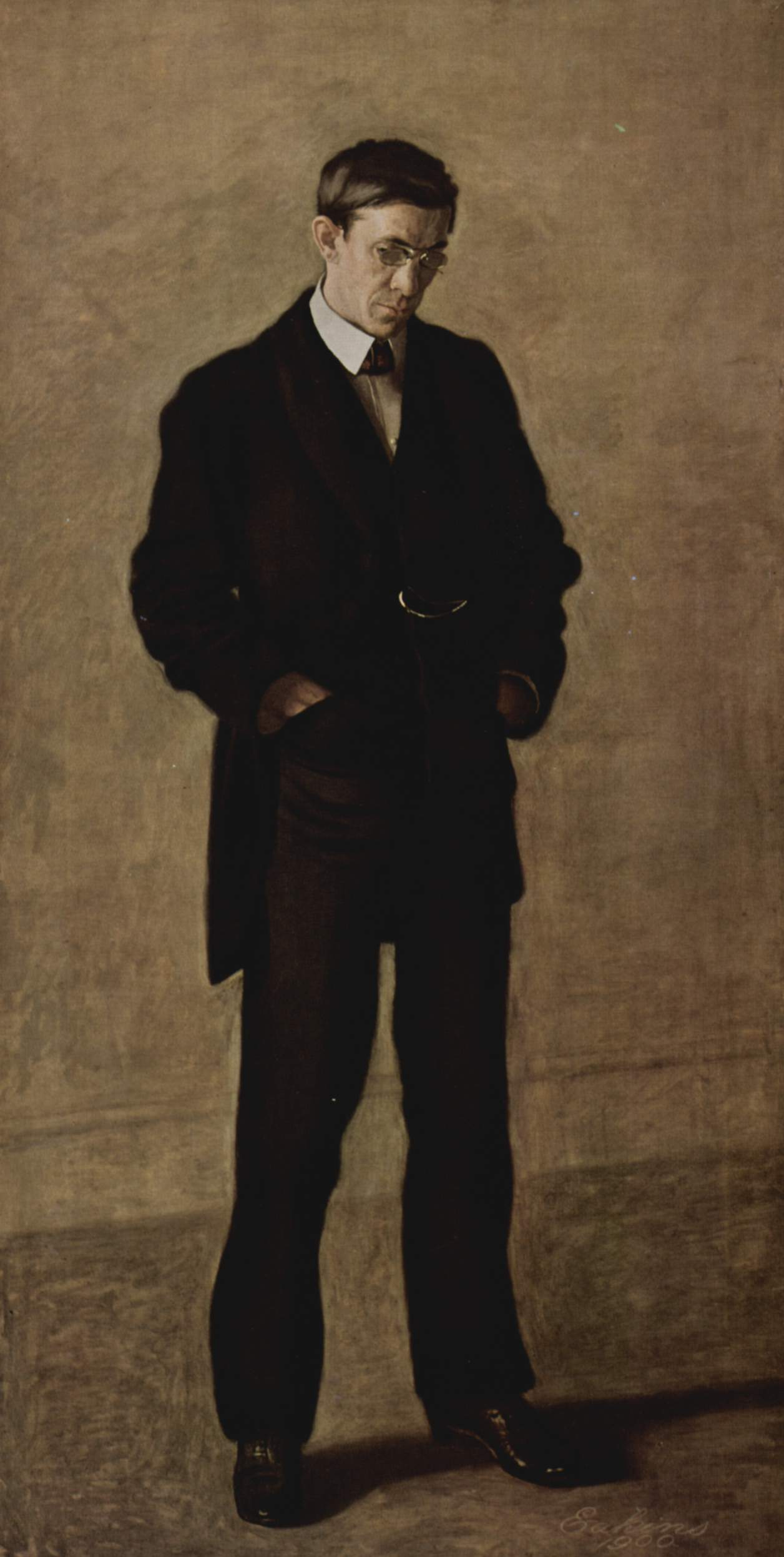
Thomas Eakins målade The Thinker: Portrait of Louis N. Kenton år 1900. Verket går att bese på Metropolitan Museum of Art i New York.

## Händelser

### Okänt datum
- Kunstnernes Efterårsudstilling, den årliga utställningen etableras i Köpenhamn

## Priser
- Prix de Rome, skulptur: Paul Landowski - David combattant Goliath.

## Verk
- Richard Bergh – Nordisk sommarkväll
- Thomas Eakins – The Thinker: Portrait of Louis N. Kenton (Metropolitan Museum of Art, New York)
- Theodor Kittelsen – Svartedauen

## Födda
- 5 januari – Yves Tanguy (död 1955), fransk målare.
- 8 januari – Serge Poliakoff (död 1969), ryskfödd fransk målare.
- 9 januari – Eve Garnett (död 1991), brittisk författare och illustratör.
- 10 januari – Harry Kernoff (död 1974), irländsk målare.
- 15 januari – William Heinesen (död 1991), färöisk författare, kompositör och konstnär.
- 17 januari – Detlof Ahlbäck (död 1966), svensk konstnär, skulptör och grafiker.
- 28 januari – Alice Neel (död 1984), amerikansk målare.
- 30 januari – Torsten Nordberg (död 1962), svensk dekorations- och kyrkomålare.
- 31 januari – Betty Parsons (död 1982), amerikansk målare och gallerist.
- 22 februari – Ture Hagelberg (död 1985), svensk målare och tecknare.
- 23 februari – Agda Paulina Olsson (död 1987), svensk tecknare och målare.
- 26 februari – Sture Lundberg (död 1930), svensk målare och tecknare
- 1 mars – Nano Reid (död 1981), irländsk målare.
- 4 mars – Karin Parrow (död 1984), svensk konstnär.
- 7 mars – Carel Willink (död 1983), nederländsk målare.
- 10 mars – Corrado Parducci (död 1981), italienskfödd amerikansk arkitekt.
- 13 mars – Gulli Lundquister (död 1982, svensk textilkonstnär.
- 13 april – Pierre Molinier (död 1976), fransk målare och fotograf.
- 15 april – Karl Reinhold Dahlqvist (död 1971), svensk bildkonstnär och skulptör.
- 20 april – Jacques Adnet (död 1984), fransk arkitekt, designer och inredningsdesigner.
- 28 maj – Folke Ricklund (död 1986), svensk målare, tecknare och grafiker.
- 13 juni – Pierre Matisse (död 1989), fransk gallerist, son till Henri Matisse.
- 16 juni – Gösta Sundvall (död 1957), svensk målare och tecknare.
- 19 juli – Arno Breker (död 1991), tysk skulptör.
- 19 juli – Stina Olausson (död 1996), svensk målare tecknare och grafiker.
- 20 juli – Ivan Ivarson (död 1939), svensk konstnär.
- 20 juli – Einar Norelius (död 1985), svensk illustratör och sagoförfattare.
- 27 juli – Henry Imsland (död 1981), norsk tecknare.
- 13 augusti – Yrjö Lindegren (död 1952), finländsk arkitekt.
- 15 augusti – Jack Tworkov (död 1982), polskfödd amerikansk målare.
- 28 september – Boris Jefimov (död 2008), sovjetisk och rysk politisk skämttecknare och propagandaartist.
- 4 oktober – Lili de Faramond (död 1992), svensk journalist, författare och konstnär.
- 16 oktober:
  - David Ahlqvist (död 1988), svensk konstnär, författare och hembygdsvårdare.
  - Edward Ardizzone (död 1979), brittisk författare och illustratör.
  - Primo Conti (död 1988), italiensk målare.
- 19 oktober – David Ahlqvist (död 1988), svensk konstnär, författare och debattör.
- 18 november – Lambert Werner (död 1983), svensk målare och skulptör.
- 20 november – Chester Gould (död 1985), amerikansk serietecknare.
- 16 december – Signe Yletyinen (död 1985), finlandssvensk konstnär.
- okänt datum – Fannie Nampeyo (död 1987), amerikansk krukmakare och keramisk konstnär.

## Avlidna
- 20 januari – John Ruskin (född 1819), engelsk konstkritiker.
- 26 januari – Agnes Börjesson (född 1827), svensk målare.
- 7 april – Frederic Edwin Church (född 1826), amerikansk landskapsmålare.
- 16 mars – Ida Maria Charlotta Broling (född 1828), svensk landskapsmålare.
- 19 april – Alexandre Falguière (född 1831), fransk målare och skulptör.
- 5 maj – Ivan Ajvazovskij (född 1817), rysk målare.
- 28 juni – Per Söderström (född 1841), svensk bruks- och konstmålare.
- 4 augusti – Isaak Levitan (född 1860), rysk landskapsmålare.
- 17 augusti – Thomas Faed (född 1826), skotsk målare.
- 27 oktober – William Anderson (född 1842), skotsk samlare av japansk konst.